# NGC 6769
NGC 6769 (другие обозначения — PGC 63042, ESO 141-48, VV 304, AM 1914-603) — галактика в созвездии Павлин.
Этот объект входит в число перечисленных в оригинальной редакции «Нового общего каталога».
В галактике вспыхнула сверхновая SN 1997de типа Ia, её пиковая видимая звездная величина составила 18,2.